# Dondang Sayang
Dondang Sayang (Ljubavna balada), nastala u gradu Malacci u 15. stoljeću, pod utjecajem tradicionalne portugalske narodne glazbe. To je tradicionalni malajski oblik zabave u kojem pjevači Baba i Nyonya razmjenjuju ljubavne stihove, u lakom i ponekad šaljivom stilu. Pjevače obično prate violina, dvije malajske rebane (bubnjevi) i tetawak (gong). Ovi se instrumenti često nadopunjuju drugim instrumentima, ponajviše harmonikama, flautama ili dodatnom violinom.
Glavni glazbenik obično je violinist koji igra glavnu melodiju, pružajući kontrast vokalnoj melodiji. Glazbenici mogu mijenjati instrumente između izvedbi, ali violinist to rijetko čini, iako je to dopušteno. Ako ima više glazbenika, može se upotrijebiti do 5 rebana. Glazba je spora, a pjesma se obično sastoji od 32 takta, počevši od uvoda za violinu, s ulaskom rebane, zatim gonga i vokalistom koji na ulazi u petom taktu. Pjevački je stil neformalan, a tekstovi se obično sastoje od ljubavnih pjesama. (Ahmad Usop 1984). Glazbeni instrumenti također se mogu pojačati harmonikom (Shafiee Ahmad 1992).

## Ostala literatura
- Sarkissian, Margaret. Kantiga di Padri s chang. Iz zbirke "Viagem dos Sons", Tradisom, Vila Verde, Portugal, 1998
- Silva Rego, Padre António da. "Apontamentos para o estudo do dialecto português de Malaca". Boletim Geral das Colônias, Lisabon, Portugal, 1941. godine.
- Glazbena Malezija / OBLICI SINKRETSKE PJESME: Dondang Sayang
- PUBLIKACIJE VEZANE ZA MALASIJSKU GLAZBU (TDC Malezija 1996)